# Политический конфликт
Полити́ческий конфли́кт — проявление и результат конкретного взаимодействия  двух или более сторон (индивидов, их групп, общностей, государств), оспаривающих друг у друга распределение и удержание властных ресурсов, полномочий и благ.
Конфликт как социально-политическое явление присущ любому обществу. По мнению А. Г. Здравомыслова, «политический конфликт есть постоянно действующая форма борьбы за власть в данном конкретном обществе».

## Направления исследования политических конфликтов
В политологии отсутствуют отдельные конфликтологические теории, так как сам конфликт рассматривается в рамках более сложной системы, которая включает в себя типы и особенности обществ, в которых он возникает, влияние конфликта, его роли, причины возникновения, предупреждение, управление конфликтными ситуациями и прогнозирование возможных последствий. Среди основных направлений исследования политического конфликта выделяют: теории политических структур (групп), теории политической стабильности и этнополитические теории.
Теории политических групп представлены учениями В. Парето, Г. Моска (теория элит), Ж. Сореля, Ф.  Оппенгеймера.
Теории политической стабильности находят свое отражение в концепциях Ж. Блонделя, Д. Истона, С. Липсета и Д. Сандерса. Зародившись в начале 60-х годов, теории делают основной акцент на изучении факторов предупреждения конфликтов в современном мире и анализе опыта прошлого.
Этнополитические теории в основном представлены концепцией внутреннего колониализма И. Гектера, теорией неравномерного развития Т. Нейрна и этнополитической концепцией Дж. Ротшильда.

## Факторы, влияющие на возникновение политического конфликта
В качестве главных причин возникновения политических конфликтов выделяют следующие группы объективных факторов.
- Существующие в обществе отношения господства и подчинения, распределяющие индивидов и их группы, социальные слои по позициям, одни из которых содержат власть,  а другие дают возможность удерживающим их индивидам и слоям осуществлять властные полномочия.
- Коренные расхождения политических идеалов и предпочтений, ценностных ориентаций индивидов, их групп и общностей.
- Процесс идентификации граждан, осознания ими своей принадлежности к политическим, социальным, этнонациональным, религиозным, субкультурным общностям.
- Политическая система современного общества, свойственная ей организация современной власти.

## Структура политического конфликта
Статичная структура социально-политического конфликта как «идеальный тип» явления (по М. Веберу) состоит из следующих элементов:
- субъекты конфликта (две и более противоборствующие стороны)
- объект (предмет) конфликта
- косвенные стороны конфликта, третья сторона
- окружающая социальная среда (социальное и политическое поле)

## Социодинамика развертывания политического конфликта
Одна из главных характеристик политического конфликта — его уникальность: каждый конфликт — уникальная комбинация предпосылок, причин, поводов, действий, позиций и других характеристик. Однако, по мнению М. Е. Бабосова, можно проследить типичную социодинамику развертывания политического конфликта.
Этапы развития политического конфликта:
- Дихотомизация отношений власти по линии: господство — подчинение
- Дифференциация политических позиций различных социальных слоев и групп
- Растущее осознание противоположности политических интересов и целей.
- Формирование противостоящих политических организаций и партий
- Поляризация позиций, целей и действий политических субъектов
- Развертывание политического конфликта
- Разрешение политического конфликта

Итоги конфликта могут быть разными, но его разрешение или финал разыгрывается по трем сценариям:
- интеграция
- кооперация сторон конфликта
- подавление одной из сторон конфликта

Основные процедуры урегулирования конфликтов:
1. Взаимный обмен информацией о намерениях участвующих сторон;
2. Взаимные обязательства неприменения силы или угроз в период переговорного процесса;
3. Использование правовых норм и административных процедур;
4. Использование в качестве посредников авторитетных лиц;
5. Отказ от демонстрации своего превосходства или абсолютной непримиримости;
6. Стремление к консенсусу, достижению согласия хотя бы по отдельным аспектам.

## Типы политических конфликтов
Многообразие политических конфликтов структурируется по разным критериям.

### По областям развертывания
- Внутриполитические
- Внешнеполитические

### По качественным характеристикам
- Конфликты с нулевой суммой
- Конфликты с ненулевой суммой

### По соотнесенности со структурой и организацией системы власти и ее реализации
- Вертикальные
- Горизонтальные

### По содержанию и характеру нормативной регуляции или ее отсутствию
- Институционализированные
- Неинституционализированные

### По степени открытости и публичности конфликтного взаимодействия конкурирующих сторон
- Открытые
- Скрытые (Латентные)

### По длительности
- Кратковременные
- Долговременные

### По формам проявлений конфликтных политических противостояний
- Политическое пикетирование правительственных зданий и посольств
- Политические митинги и манифестации
- Политические забастовки с требованиями отставки президента, правительства и т.п.
- Движение политического протеста
- Политическое неповиновение
- Политический путч
- Политический переворот
- Политическая революция
- Политический шантаж

## Функции политического конфликта
Политический конфликт полифункционален, то есть обладает как позитивными, так и негативными функциями.

### Деструктивные функции
К деструктивным (разрушительным) функциям политического конфликта относится истощение ресурсов. В ходе конфликта обе стороны для достижения лучшего результата расходуют все ресурсы: материальные, духовные, человеческие. Также политический конфликт способен ослабить существующую политическую систему, подставить под сомнения общепринятые ценности и устои жизни общества. Очень часто конфликт способствует приходу к власти экстремистских группировок, которые ставят под угрозу свободное существование людей в государстве. В отдельных случаях конфликт способен полностью уничтожить существующую систему. Именно это и произошло в конце 1980-х – начале 1990-х годов в СССР. Ещё одна разрушительная функция политического конфликта заключается в том, что он использует насилие, как способ решения проблем.

### Конструктивные функции
В современных конфликтологических теориях Л.Козера, Р. Дарендорфа, Р.Коллинза, Т. Парсонса, Н. Лумана и других все больше утверждается теория о том, что конфликты носят деструктивный характер лишь в каких-то узких областях, а в целом конфликт – явление, обладающее преимущественно конструктивными функциями. Во-первых, конфликт является катализатором назревших социально – политических изменений. Во-вторых, конфликт способствует принятию каких-либо действий в пользу изменения сложившейся ситуации. В-третьих, в ходе конфликта у ранее скрывавшихся противников власти или системы появляется возможность публично заявить о своих позициях. В-четвертых, внешнеполитический конфликт способствует объединению общества внутри. В-пятых, политический конфликт – это время рождения великих личностей, способных повлиять на ход Истории.

## Примеры политических конфликтов
- Междоусобные войны на Руси: первая междоусобица сыновей князя Святослава (конец X – начало XI века), вторая междоусобица сыновей князя Владимира (начало XI века), третья междоусобица между сыновьями Ярослава Мудрого  (вторая половина XI века).
- Тридцатилетняя война — военный конфликт за гегемонию в Священной Римской империи и Европе, продолжавшийся с 1618 по 1648 год и затронувший в той или иной степени практически все европейские страны.
- Первая мировая война (28 июля 1914 — 11 ноября 1918) — один из самых широкомасштабных вооружённых конфликтов в истории человечества.
- Вторая мировая война (1 сентября 1939 — 2 сентября 1945) — война двух мировых военно-политических коалиций.
- Распад СССР (1991)
- Конфликт между Россией и Японией из-за права владения Южными Курилами, которые СССР получил по итогам мировой войны.
- Гражданская война в Сирии — многосторонний вооружённый конфликт с иностранным вмешательством на территории Сирии, начавшийся весной 2011 года.